# Église Saint-Pierre de Mauron
Pour les articles homonymes, voir Église Saint-Pierre.
L’église Saint-Pierre est une église catholique située à Mauron, en France.

## Localisation
L'église est située dans le département français du Morbihan, sur la commune de Mauron.

## Historique
Le portail sud est inscrit au titre des monuments historiques par arrêté du 15 mai 1925.